# Professional Footballers' Association
La Professional Footballers’ Association (« Association des footballeurs professionnels », aussi appelée PFA) est le syndicat des footballeurs professionnels en Angleterre et au Pays de Galles. Fondé en 1907, il est le plus ancien syndicat de sportifs professionnels au monde et compte près de 4 000 membres. 
Les objectifs du PFA sont de protéger, d'améliorer et négocier les conditions, les droits et le statut de tous les joueurs professionnels par des conventions collectives. 
La PFA est affiliée au Professional Footballers' Association Scotland, tandis que le syndicat pour l'Irlande du Nord a été dissous en 1995. 

## Histoire

### Players' Unions (syndicat des joueurs)
La PFA est formée le 2 décembre 1907 sous le nom d'Association of Football Players' and Trainers' Union (l'AFPTU qui est connue à cette époque sous le nom de Players' Union). Ce jour-là, Charlie Roberts et Billy Meredith (également impliqués dans l'AFU), jouant à Manchester United, organisent le rassemblement du Players' Union au Manchester's Imperial Hotel.
Il s'agit alors de la deuxième tentative de création d'un syndicat de footballeurs professionnels, après l'Association Footballers' Union (l'AFU), créée en 1898 et dissoute en 1901.